# Foxholstermeer
Het Foxholstermeer, oorspronkelijk Boelemeer genoemd, is een meer ten westen van het dorp Foxhol (gemeente Midden-Groningen) in de provincie Groningen.
Het meer wordt doorsneden door de spoorlijn Groningen-Nieuweschans. Het Foxholstermeer en een groot deel van het land eromheen bestaat uit natuurgebieden, waaronder de Kropswolderbuitenpolder en de Westerbroekstermadepolder. Het hele gebied fungeert bovendien als noodwaterberging. Aan de oostzijde van het meer staat sinds 2004 de Amerikaanse windmotor Koetze Tibbe, een rijksmonument dat oorspronkelijk uit 1936 dateert.

## Beschrijving
Het ontstaan van het meer wordt (net als bij het Paterswoldsemeer) toegeschreven aan de vervening van het gebied, waarbij de grond zover werd ondermijnd, dat het gebied onderliep. De strokenverkaveling op de bodem van het meer loopt in zuidwest-noordoostelijke richting.
Het Bolemeer te Westerbroek wordt in 1490 vermeld. Het meer werd in 1617 aan de noordzijde verbonden met het Winschoterdiep, dat daarop doorgetrokken werd naar het Sapmeer (Duivelsmeer), dat een jaar later werd drooggelegd. Aan de westkant is het meer verbonden met de Hunze, die daar Oostermoerse Vaart of Drentsche Diep wordt genoemd. In 1877 vroeg Jacob Cornelis van de Blocquerij uit Haarlem een vergunning voor het droogmalen van het Foxholstermeer en het Zuidlaardermeer aan het Groningse stadsbestuur, dat echter afwijzend reageerde.
Vanwege het zuivere water in het Foxholstermeer vestigde de Groninger industrieel W.A. Scholten in 1842 te Foxhol zijn eerste aardappelmeelfabriek.
In 2008 kende de toenmalige gemeente Hoogezand-Sappemeer een deel van het meer de bestemming 'industrie' toe. In 2010 bleek dat Avebe hierdoor 4 hectare van het meer kan gebruiken om het te dempen met baggerslib uit het Winschoterdiep.

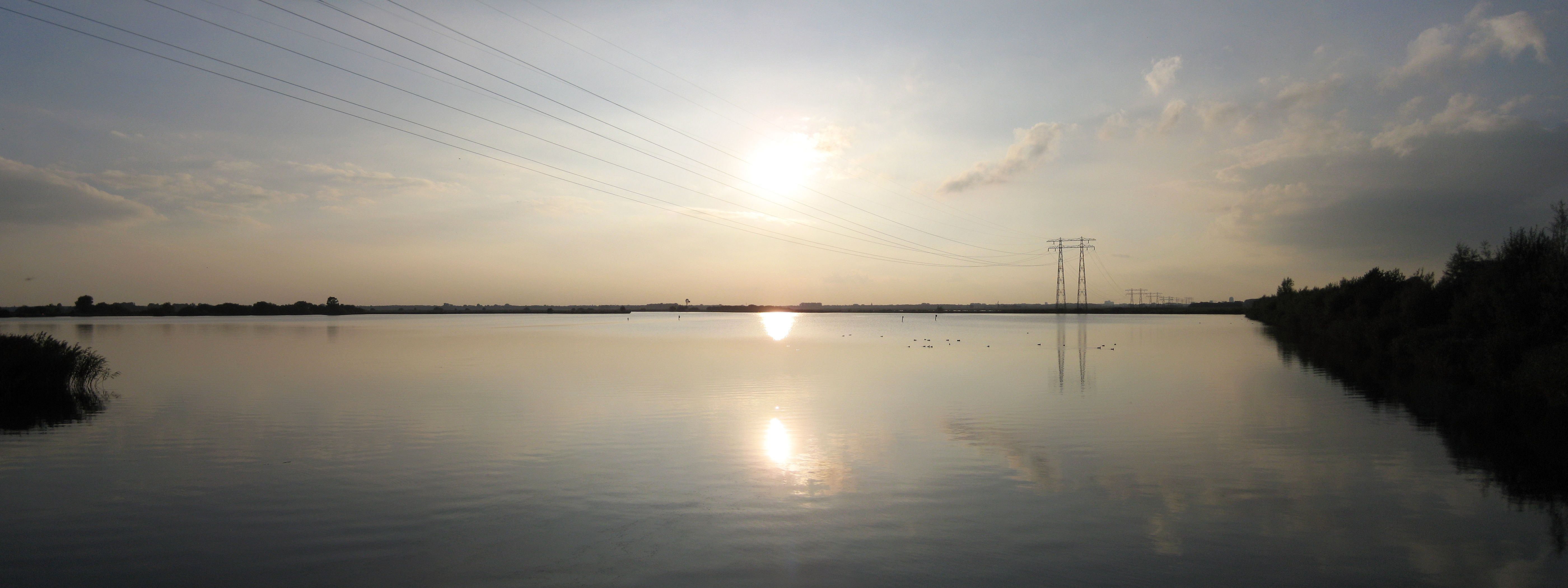
Het zuidwestelijke gedeelte van het Foxholstermeer, gezien vanaf de dijk van de Kropswolderbuitenpolder (2013)